# Salomon od Urgella
Grof Salomon (katalonski Salomó, šp. Salomón; † o. 869.) bio je španjolski plemić, grof Conflenta, Urgella i Cerdanye (849. – 869.).
Nije poznato tko su mu bili roditelji, ali je moguće da je bio povezan sa svojim prethodnikom, grofom Sunifredom I. od Barcelone i Urgella. Bio je zaštitnik djece grofa Sunifreda.
Godine 863. Salomon je otišao u Córdobu kako bi zatražio relikvije svetog Vinka koje je tada posjedovao valija Zaragoze.
Salomona je naslijedio Sunifredov sin, grof Wifredo Dlakavi.